# Дамасо Алонсо
Дамасо Алонсо (ісп. Dámaso Alonso y Fernández de las Redondas, 22 жовтня 1898 року, Мадрид — 25 січня 1990 року, Мадрид) — іспанський поет, перекладач і філолог, літературний критик, педагог. Представник Покоління 27 року.

## Біографія
Виріс в Астурії, навчався в Мадриді у знаменитій колегії єзуїтів «Ель Рекуердо». Закінчив Мадридський університет (юридичний факультет і факультет філософії та літератури), вступив до Центру історичних досліджень, який очолював видатний історик іспанської культури та літератури Рамон Менендес Підал. У Студентській резиденції університету потоваришував із Лоркою, Бунюелем, Далі, Алейксандре. Співпрацював з журналом Ортеги-і-Гассета «Ревіста де Оксиденте», вивчав творчість Гонгори, привернув увагу своїх друзів та читачів до його другого, «темного», культераністського періоду. Підготував критичне видання «Поем усамітнення» (1927), брав активну участь у вшануванні 300-річчя від дня смерті Гонгори. Пізніше продовжив ці студії, а також зайнявся ширшим дослідженням іспанської літератури золотої доби (Гарсіласо де ла Вега, Лопе де Вега, Франсіско Кеведо та ін.) іспанських містиків (фрай Луїс де Леон, Сан-Хуан де ла Крус), удосконалюючи методи стилістичного аналізу лірики. Викладав в Оксфорді, в університетах Валенсії та Мадрида. Професор, доктор.
Засновник серії ісп. Biblioteca Románica Hispánica у мадридському видавництві «Гредос», головний редактор журналу ісп. Revista de Filología Española. Після смерті поета та вченого його велетенська бібліотека відійшла до Королівської Академії мови.

## Поезія
Як поет починав у руслі «чистої поезії», прокладеному Хуаном Рамоном Хіменесом, — перша книга Алонсо (1921) так і називалася «Чисті вірші. Міські пісеньки». Переклав роман Джойса «Портрет художника в юності» (1926), перекладав вірші Джерарда Гопкінса, Томаса Стерна Еліота. Після громадянської війни та поразки Республіки — у «внутрішній еміграції». У цей період поет прийшов до трагічної поетики біблійних псалмів, близької до екзистенціалізму Унамуно, створивши одну з найкращих збірок іспанської поезії XX століття — «Діти гніву» (1944). Того ж року вийшла і одна з найсильніших поетичних збірок його друга Вісенте Алейксандре «Тінь раю», Алонсо об'єднав їх, давши цьому напрямку назву «поезії, вирваної з коренем» або «поезії вигнання» (ісп. poesia desarraigada). У тій же манері (з наростанням релігійних мотивів) витримані інші збірки його лірики «Темна звістка» (1944, назва — цитата з Сан-Хуана де ла Круса: «Будь-яка звістка, яку хоче нам передати Бог, темна») та "Людина і Бог "(1955).

## Твори

### Поезія
- Poemas puros. Poemillas de la ciudad (1921)
- El viento y el verso (1925)
- Hijos de la ira. Diario íntimo (1944, друге розширене видання — 1946)
- Oscura noticia (1944)
- Hombre y Dios (1955)
- Tres sonetos sobre la lengua castellana (1958)
- Poemas escogidos (1969)
- Gozos de la vista. Poemas puros. Poemillas de la ciudad. Otros poemas (1981)
- Antología de nuestro monstruoso mundo. Duda y amor sobre el Ser Supremo (1985)
- Album. Versos de juventud (1993)
- Verso y prosa literaria (1993)

### Філологія
- La lengua poética de Góngora (1935)
- La Poesía de San Juan de la Cruz (1942).
- Poesía española: Ensayo de métodos y limits estilísticos (1950)
- Poetas españoles contemporáneos (1952)
- Estudios y ensayos gongorinos (1955)
- De los siglos oscuros al de Oro (1958)
- Góngora y el Polifemo (1960)
- En torno a Lope (1972)

## Визнання
Член Королівської Академії Іспанії (1945), її голова у 1968—1982 роках. Член-кореспондент Баварської АН (1952). Член Королівської історичної Академії (1959). Член-кореспондент Британської академії (1966). Лауреат Премії Сервантеса (1978).